# Heidi Stern
Heidi Stern è il primo album in studio di Jennifer Rush, pubblicato nel 1979.

## Tracce
1. Fire
2. I'm Just That Way
3. Where There's A Will
4. Goin Through The Motions
5. Lonely Island
6. Open Them Gates
7. Great Balls Of Fire
8. You Brought The Sunshine To My Life
9. Liars Game
10. Keep Outa My Way
11. Come Back
12. You've Been On My Mind
13. Quits